# 全日本中学生ホッケー選手権大会
全日本中学生ホッケー選手権大会（ぜんにほんちゅうがくせいホッケーせんしゅけんたいかい）は日本ホッケー協会が主催をしている中学生の6人制ホッケーの全国大会。

## 概要
主に人工芝を備えているホッケー会場を持つ地方自治体で開催されている。大会運営上、4面の6人制ホッケーコートが必要であるが、ウォーターベースの人工芝を4面備えているところは少なく、最近はウォーターベースの人工芝とサンドベースの人工芝を併用して行われている。
第36回（2006年）大会から日本オリンピック委員会よりJOCジュニアオリンピックカップの指定を受けている。（全競技終了後にJOCジュニアオリンピックカップとして最優秀選手男子1名女子1名が選出される。）

## 歴史
第1回は1971年で、当初は11人制で行われていた。
第9回大会（1979年）からは6人制に以降。第12回大会（1982年）で11人制が復活し6人制との併催で行われたが、第19回大会（1989年）を最後に11人制は廃止、6人制の大会として現在に至る。第50回は中止。なお11人制は2000年に全日本中学生都道府県対抗11人制ホッケー選手権大会として復活している。

## 大会形式
男子、女子それぞれ各地方のブロック予選を突破した23のチームと地元推薦の1チームの計24チームが参加する。ブロックに割り当てられたチーム数の枠はそれぞれの地方の登録チーム数に従って決定する。東北、関東、近畿、北信越の参加チーム枠が多く、北海道、四国は0チーム。
それぞれ地区予選大会が各地方によって開催され、上位チームが本大会に出場する。